# ويليس دبليو. برادلي
ويليس دبليو. برادلي (بالإنجليزية: Willis Winter Bradley)‏ هو سياسي أمريكي، ولد في 28 يونيو 1884 في الولايات المتحدة، وتوفي في 27 أغسطس 1954 في سانتا باربارا في الولايات المتحدة. حزبياً، نشط في الحزب الجمهوري. وقد انتخب حاكم غوام (11 يونيو 1929 – 15 مارس 1931) وانتخب عضو جمعية ولاية كاليفورنيا (1952 – 27 أغسطس 1954) وانتخب عضو مجلس النواب الأمريكي (3 يناير 1947 – 3 يناير 1949).